# Kingwood
La ville de Kingwood est le siège du comté de Preston, situé dans l’État de Virginie-Occidentale, aux États-Unis. Sa population s’élevait à 2 939 habitants lors du recensement de 2010.

## Histoire
Kingwood a été fondée en 1815.

## Source
- (en) Cet article est partiellement ou en totalité issu de l’article de Wikipédia en anglais intitulé « Kingwood, West Virginia » (voir la liste des auteurs).

1. ↑  (en) « Population and Housing Unit Estimates » (consulté le 4 juin 2019)
2. ↑  (en) « Census of Population and Housing », Census.gov (consulté le 4 juin 2015)